# Cândido Lima da Silva Dias
Cândido Lima da Silva Dias (Mococa, 31 de dezembro de 1913 – São Paulo, 15 de setembro de 1998) foi um proeminente matemático brasileiro e um dos primeiros bacharéis em matemática da Faculdade de Filosofia, Ciências e Letras da Universidade de São Paulo (FFCL). Foi uma figura essencial para a criação do Instituto de Matemática Pura e Aplicada.

## Biografia
Cândido nasceu em 1913, em Mococa, próximo à divisa de São Paulo com Minas gerais. Era filho do engenheiro elétrico Gabriel Antonio da Silva Dias, formado pela Escola Politécnica de São Paulo em 1905, e da dona de casa Adília Lima da Silva Dias. Estimulado pelo pai, Cândido gostava de aprender e brincar com os números desde pequeno, bem como com a aritmética. Quando começou a estudar no antigo primário, considerou a matemática como sendo algo fácil e prazeroso.
Estudou na escola primária Barão de Monte Santo, na mesma calçada de sua casa. Para dar seguimento aos estudos, mudou-se para a capital paulista, onde estudava no Colégio Franco Brasileiro. Matriculou-se na Escola Politécnica em fevereiro de 1932, onde formou-se como agrimensor, em 1934. No mesmo ano ingressou no curso de Matemática da Faculdade de Filosofia, Ciências e Letras da Universidade de São Paulo. Casou-se com Odila Leite Ribeiro em 1937, com quem teve quatro filhos, todos eles professores universitários: Cândido Leite da Silva Dias; a historiadora Maria Odila Leite da Silva Dias; Guilherme Leite da Silva Dias e o doutor em ciências atmosféricas Pedro Leite da Silva Dias. 

## Carreira
Logo após a graduação, ele foi indicado como segundo-assistente científico do matemático italiano Luigi Fantappiè, na época, professor visitante da Universidade de São Paulo que trabalhava com análise matemática. Logo em seguida, ele foi promovido a primeiro-assistente, onde trabalhou com teoria e prática no ano seguinte. Em 1937, em um seminário, foi apresentado à teoria da álgebra desenvolvida por Gaetano Scorza, matemático italiano.
No começo de 1939, era o responsável pelo curso de matemática aplicada, parte do primeiro ano do curso de graduação em matemática. Foi indicado ao cargo pelo professor Fantappiè e pelo secretário de educação, cargo que ocupou até 1941.
Em 1951, tornou-se Diretor de Pesquisa em matemática no então recém criando Conselho Nacional de Pesquisas (CNPq), (atualmente, Conselho Nacional de Desenvolvimento Científico e Tecnológico). Além disso, teve papel importante na criação do Instituto de Matemática Pura e Aplicada (Impa), a primeira unidade de pesquisa fundada pelo CNPq, projeto apresentado no dia 16 de outubro de 1951. Durante a década de 1960, permaneceu como membro.
Em 1960, tomou a iniciativa de criar o Instituto de Pesquisas Matemáticas da USP, o que foi essencial para a fundação do Instituto de Matemática e Estatística da Universidade de São Paulo. Foi indicado pelo então reitor da USP, Dr. Miguel Real, a ser o primeiro diretor do instituto, na gestão de 1970 a 1974, com o professor Waldyr Muniz Oliva como seu vice-diretor. Dias também foi vice-diretor do IME na gestão de 1978 a 1982 de Chaim Samuel Hönig. 

## Aposentadoria e morte
Cândido se aposentou da Universidade de São Paulo em 1978 e, no ano seguinte, tornou-se professor no Instituto de Matemática da Universidade Federal de São Carlos, de onde se aposentou em 1990. Cândido morreu na cidade de São Paulo, em 15 de setembro de 1998, aos 84 anos.